# Bige Önal
Bige Önal (* 1. Februar 1990 in Istanbul) ist eine türkische Schauspielerin.

## Leben und Karriere
Önal wurde am 1. Februar 1990 in Istanbul geboren. Ihr Vater ist der türkische Fußballspieler Erhan Önal. Als sie neun war, ließen sich ihre Eltern scheiden. Sie studierte an der İstanbul Bilgi Üniversitesi. Ihr Debüt gab sie 2010 in der Fernsehserie Elde Var Hayat. Ihren Durchbruch hatte sie 2014 in der Serie Benim Adım Gültepe. 2018 bekam Önal eine weitere Hauptrolle in Bozkır. Zwischen 2020 und 2021 spielte sie in Sen Çal Kapımı mit.

## Filmografie
Filme
- 2017: Olanlar Oldu
- 2017: Martıların Efendisi
- 2021: Sen Ben Lenin

Serien
- 2007: Kısmetim Otel
- 2010: Elde Var Hayat
- 2010: Halil İbrahim Sofrası
- 2011–2012: Muhteşem Yüzyıl
- 2014: Yasak
- 2014: Benim Adım Gültepe
- 2015: Maral: En Güzel Hikayem
- 2016: Göç Zamani
- 2017: Bodrum Masalı
- 2018: Tehlikeli Karım
- 2018: Bozkır
- 2020: The Protector
- 2020–2021: Sen Çal Kapımı
- 2020: Ethos
- 2021: Yeşilçam